# سكوت غايلورد
سكوت غايلورد (بالإنجليزية: Scott Gaylord)‏ هو سائق سباق أمريكي، ولد في 12 أغسطس 1958 في ليكوود في الولايات المتحدة.

## وصلات خارجية
- الموقع الرسمي
- سكوت غايلورد على موقع Racing-Reference.info (الإنجليزية)